# 川越市立高階北小学校
川越市立高階北小学校（かわごえしりつ たかしなきたしょうがっこう）は、埼玉県川越市砂新田にある公立小学校。

## 沿革
- 1973年
  - 4月1日 - 川越市立高階小学校を分離して川越市立高階北小学校として創立
  - 9月25日 - 校旗制定
  - 11月13日 - 開校記念日制定
- 1976年
  - 3月4日 - 校歌制定
- 2003年
  - 4月1日 - 特別支援学級（情緒）を設置
- 2005年
  - 4月1日 - 特別支援学級（知的）を設置
- 2006年
  - 4月1日 - 特別支援学級（情緒）（知的）を設置[1]

## 教育目標
- たかまる学び きらきら考える子
- かんじる心 にこにこ助け合える子
- きたえる体 きびきび汗のかける子[2]

## 通学区域
- 岸 - 全域
- 扇河岸 - 一部
- 砂 - 一部
- 砂新田 - 一部
- 砂新田1丁目 - 全域
- 砂新田2丁目 - 全域
- 砂新田3丁目 - 全域
- 砂新田4丁目 - 全域
- 砂新田5丁目 - 一部
- 砂新田6丁目 - 全域
- 今福 - 一部
- 砂久保 - 一部
- 中台元町2丁目 - 一部[3]